# Елешница (Софийская область)
Елешница (болг. Елешница) — село в Болгарии. Находится в Софийской области, входит в общину Елин-Пелин. Население составляет 423 человека.

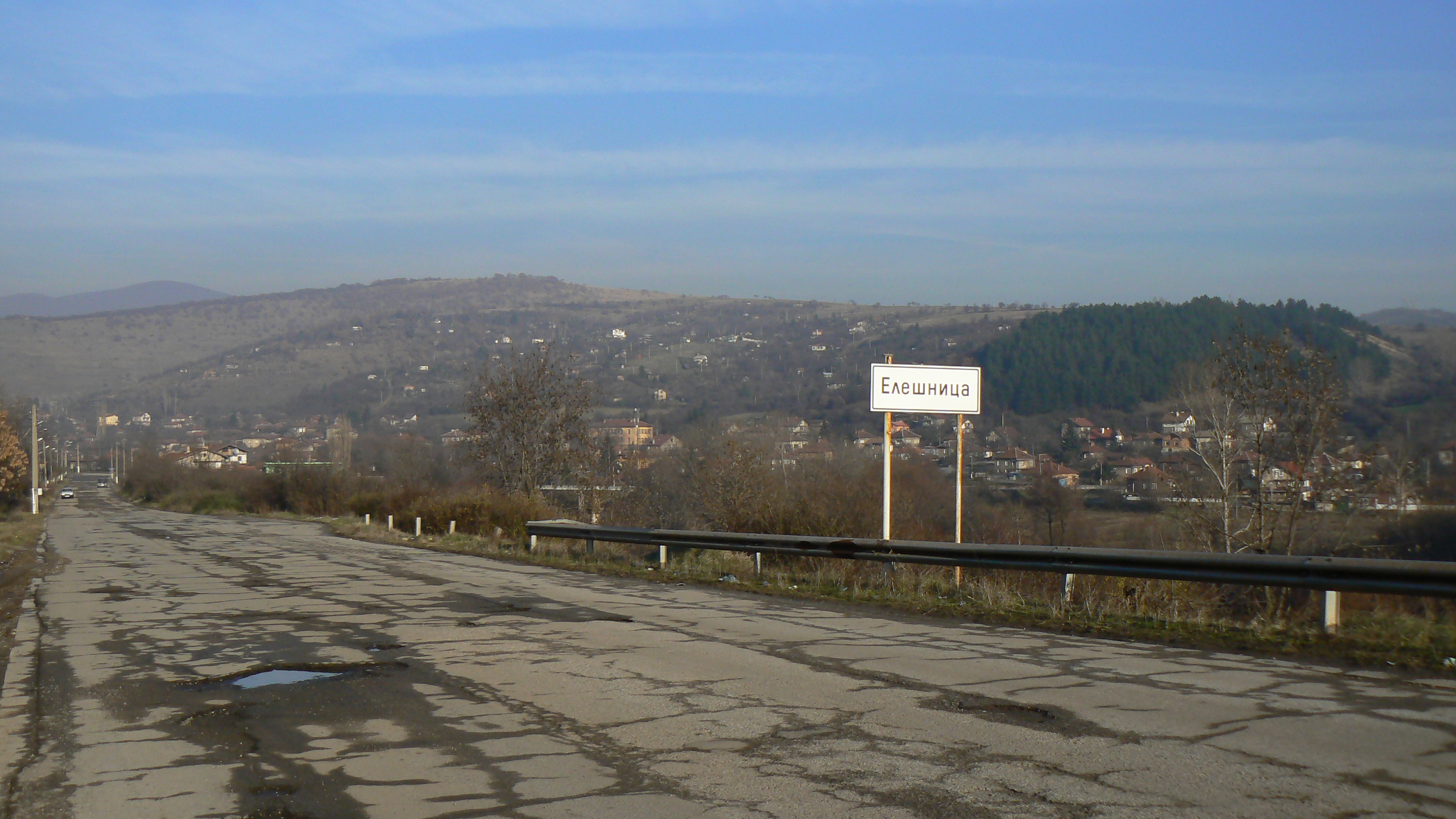

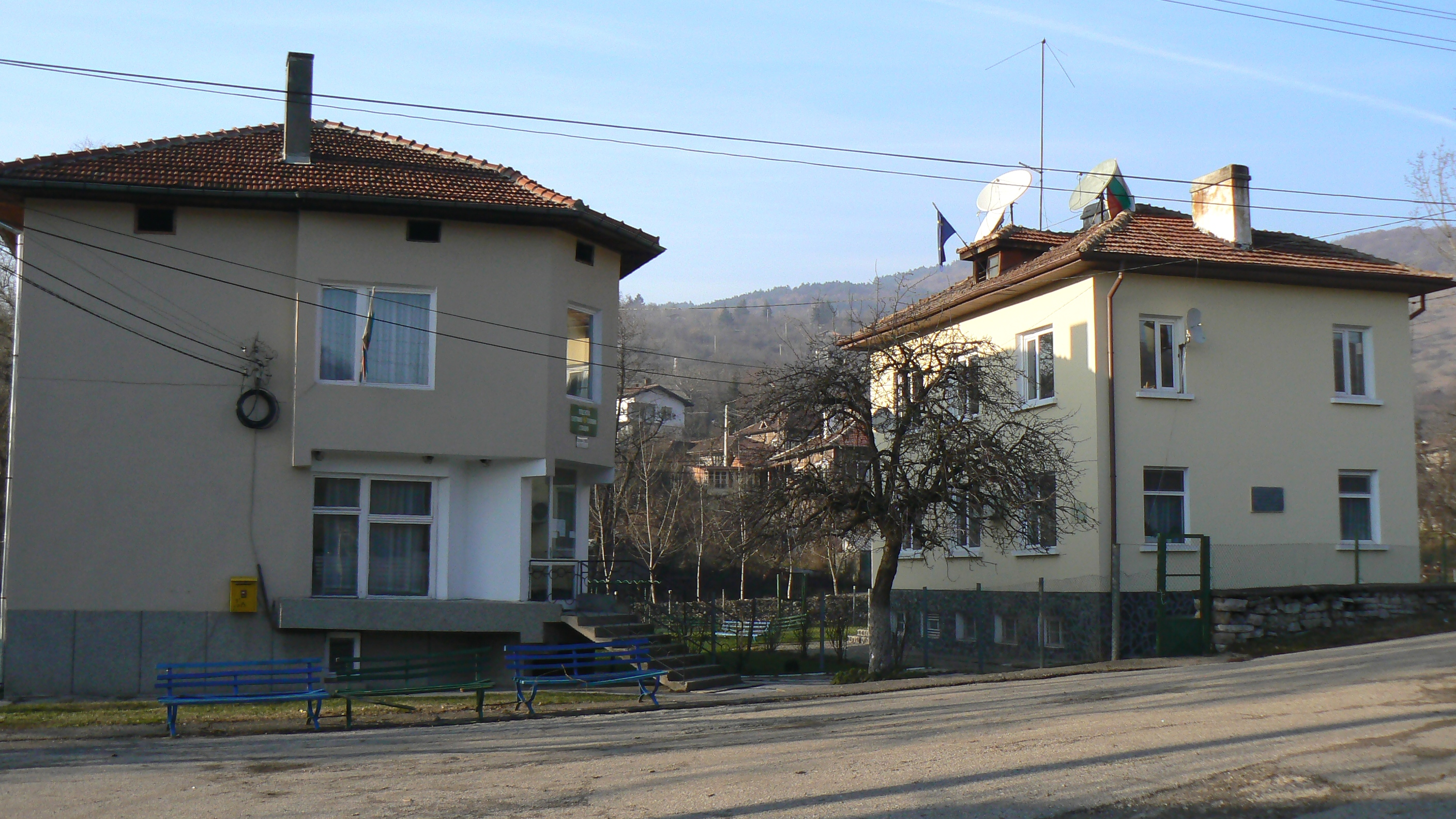

## География
Село Елешница находится у подножия горного массива Стара Планина, недалеко от горы Мургаш, в 25 километрах к северо-востоку от Софии и в 10 километрах севернее от города Елин Пелин. Через село протекает река Чурешка (она же река Елешница, она же - Матица), берущая свое начало неподалёку от Мургаша. Также через село проходит старое шоссе София - Ботевград, а над селом протянут автомобильный мост магистрали Хемус.

## Политическая ситуация
В местном кметстве Елешница, в состав которого входит Елешница, должность кметского наместница (старосты) исполняет Кристалина Маринова Иванова (коалиция БЪЛГАРИЯ НА РЕГИОНИТЕ в составе партий ВМРО-БНД, ИТН) по результатам местных выборов в 2023 году.
Кмет (мэр) общины Елин-Пелин — Ивайло Симеонов (коалиция БЪЛГАРИЯ НА РЕГИОНИТЕ в составе партий ВМРО-БНД, ИТН) по результатам выборов.